# Paradolmen de Ses Rates
El paradolmen anomenat popularment Paradolmen de Ses Rates és un monument megalític del Massís de Cadiretes, al municipi de Tossa de Mar, (La Selva), inclòs a l'Inventari del Patrimoni Arqueològic i Paleontològic de Catalunya.
Disposa d'una doble cambra coberta per una gran llosa granítica. La investigació l'ha descrit com a lloc d'enterrament i inhumació col·lectiu i li ha atribuït una cronologia que comprèn del Neolític final al Calcolític (2500 aC-1800 aC). Fou excavat l'any 2004.
El maig de 2002 s'hi va realitzar una intervenció arqueològica per tal determinar la seva cronologia i funcionalitat. Els seus excavadors, a partir de criteris exclusivament arquitectònics, proposen una cronologia per a la primera fase d'adequació i utilització de la cavitat, del Neolític final-Calcolític i confirmen la seva funcionalitat sepulcral. En aquesta fase es va cloure el perímetre sud i sud-oest de la cavitat amb lloses de granit de mida molt variable que es recolzaven sobre el gran bloc de coberta. El material corresponent a aquest moment compren només dos fragments de vasos de vora exvasada, de petites dimensions, i dos petites ascles de sílex. En un moment posterior, sense cap nou arranjament arquitectònic, la cavitat fou aprofitada per a realitzar-hi inhumacions durant l'edat del bronze. Corresponen a aquest període diversos fragments d'un vas de perfil amb S i decorat amb un cordó imprès amb digitacions.
Existeix també una segona fase constructiva del jaciment, en que es va construir un mur de pedra seca a llevant de la cavitat, de cronologia incerta, però que sens dubte deu ser d'època històrica ja que s'hi van trobar associats diversos fragments de ceràmica vidrada i alguns fragments de metall. La funcionalitat d'aquesta fase cal relacionar-la amb treballs d'ocupació del bosc en data molt recent.